# Namntalltunneln
Namntalltunneln är en 6 001 meter lång järnvägstunnel.
Den är enkelspårig och ligger längs Botniabanans del Nyland–Örnsköldsvik, strax väster om Stor-Degersjön i Västernorrlands län och den öppnades formellt för trafik oktober 2009. Den var Sveriges längsta järnvägstunnel tills Hallandsåstunneln öppnade för trafik den 8 december 2015. Det finns en parallell mindre tunnel för räddningsfordon byggd enligt nyare regler för långa tunnlar. Strax norr om den finns den nästan lika långa Björnböletunneln.
Genomslag skedde i oktober 2006 efter ca tre års sprängningar. 
I juli 2008 avslutades rälsläggningen på denna sträcka, och arbetståg har gått på spåren efter det. I juni 2009 provkördes tunneln i 240 km/h med ett tåg som tillhör Gröna tåget-projektet.
Från oktober 2009 räknas den till Trafikverkets ordinarie järnvägsnät, vilket kan räknas som öppningsdatum för tunneln. Invigningen av den nybyggda banan och tunneln skedde under ceremoniella former den 28 augusti 2010 under medverkan av kung Carl Gustaf, då den sista delen av Botniabanan vid Umeå togs i drift. Reguljär trafik började gå i juli 2012, efter att upprustningen av Ådalsbanan söder om Botniabanan slutförts.